# Крсманићи
Крсманићи су насељено мјесто у општини Трново, Федерација БиХ, Босна и Херцеговина.

## Становништво
|         | 2013.      | 1991.        | 1981.        | 1971.        |
| Укупно  | 3 (100,0%) | 12 (100,0%)  | 32 (100,0%)  | 45 (100,0%)  |
| Бошњаци | 3 (100,0%) | 12 (100,0%)1 | 32 (100,0%)1 | 45 (100,0%)1 |

1. 1 На пописима од 1971. до 1991. Бошњаци су пописивани углавном као Муслимани.